# Gruver (Iowa)
Gruver è un comune degli Stati Uniti d'America, situato nello Stato dell'Iowa, nella contea di Emmet.

## Storia
L'insediamento originale, inizialmente conosciuto col nome di Luzon e poi ribattezzato in virtù di una petizione dei cittadini, si sviluppò intorno alla stazione ferroviaria sul finire del XIX secolo diventando ben presto un importante centro economico per l'area agricola circostante.

## Evoluzione demografica[3][4]
Abitanti censiti

## Cultura

### Istruzione
La città è inclusa nel distretto scolastico Estherville–Lincoln Central Community School District